# Lyskamm
Lyskamm (eller Liskamm) är ett berg i Alperna som ligger på gränsen mellan Schweiz och Italien. Berget består av en fem kilometer lång bergsrygg med två toppar. Den södra (italienska) sidan av berget är lite kantigt och stiger bara några hundra meter ovanför glaciären (Ghiacciaio del Lis) medan den norra (schweiziska) sidan har en 1 100 meters isbelagd vägg som stiger upp ifrån Gorner Glacier.
Den östra och högsta av de två topparna är 4 527 meter hög och bestegs under 1861 av ett team bestående av 14 män (åtta engelsmän och sex schweizare) som leddes av J. F. Hardy och William Edward Hall upp för den östra sidan.